# Dragut Rais
Dragut Rais  (Bodrum, Turquía, 1514 – isla de Malta, 1565) fue un destacado corsario y almirante otomano. Recibió diferentes nombres en distintos idiomas, como Turgut Reis o Darghouth: su nombre original en turco era Turgut o Torgut (rais o reis significa "almirante").

## Biografía
Nació cerca de Bodrum (costa turca del mar Egeo), en una localidad que hoy se denomina Turgutreis en su honor. Fue uno de los protegidos de Khair-ad-Din "Barbarroja" y luchó contra los cristianos en numerosas encuentros en el Mediterráneo, infundiendo el miedo entre sus enemigos por su ferocidad. Para derrotar a Dragut, el emperador Carlos V envió al almirante genovés Andrea Doria. Dragut fue capturado por el sobrino de Doria (Gianetti Doria) en 1540 en la batalla de Girolata y enviado a las galeras como esclavo durante cuatro años, siendo rescatado por Barbarroja por la cantidad de 3000 ducados en 1544.
A la muerte de Barbarroja en 1546, Dragut, con 32 años, logró reunir una flota de 24 bergantines, amenazando Nápoles y saqueando la costa de Calabria. En 1550 capturó Mahdía y parte de la costa de Túnez. El 25 de mayo de 1550, como parte de su campaña de saqueo por el Mediterráneo, asaltó la villa de Cullera (Reino de Valencia, en España) y consiguió un importante botín en bienes y cautivos. El suceso causó gran conmoción y la villa quedó prácticamente despoblada durante décadas. Ese mismo año, también atacó la población mallorquina de Pollensa, donde fue rechazado por la población local liderada por el vecino Joan Mas. A pesar de ello, huyó con numerosos cautivos. Cada 2 de agosto se celebra en esa localidad una fiesta de moros y cristianos recordando el hecho.
Después de prolongadas y fieras batallas, con grandes pérdidas por ambas partes, Andrea Doria y el Bailío Claude de la Sengle forzaron la retirada de Dragut en septiembre de 1550. Este preparó la huida con 20 barcos a la isla de Yerba, donde los barcos de Doria le tendieron una trampa en una ensenada, pero Dragut arrastró sus barcos por tierra engrasándolos para salir al otro lado de la isla y navegar hacia Constantinopla.
Allí Dragut movilizó una flota de 112 galeras y 2 galeazas con 12 000 jenízaros (tropas de élite), y en 1551 intentó adueñarse de Malta. Aunque puso un gran esfuerzo no pudo conquistarla, así que decidió devastar los poblados vecinos. En julio de 1551, la vecina isla de Gozo también padeció el asedio de Dragut, quien la tomó capturando cientos de esclavos. En agosto de 1551, atacó y conquistó Trípoli (Libia), que era una importante plaza costera defendida por la Orden de Malta.
Como recompensa por su bravura, el sultán Solimán el Magnífico le entregó Trípoli y el territorio circundante, concediéndole el título de Sanjak Bey, comandante en jefe de la armada otomana, la cual fue enviada a Italia (con el motivo de un tratado entre el sultán y el rey Enrique II de Francia). Dragut devastó Calabria en 1553, lanzó un ataque contra la isla de Elba y acosó Bonifacio (isla de Córcega). Cuando capituló Bonifacio, intentó hacerse con Piombino y Portoferraio en Elba, pero regresó a Constantinopla sin lograrlo. En 1554 aparece una vez más por la costa de Calabria, pero pronto se retira a Durazzo. En 1559 repele un ataque español en Argel.
Mientras tanto, se granjeó la enemistad de varios dirigentes musulmanes del norte de África, en especial el reyezuelo de Túnez, que habían sido prácticamente soberanos y no deseaban ser controlados por Turquía. La mayoría establecieron alianzas en 1560 con el virrey de Sicilia Cerdá, quien a las órdenes del rey Felipe II de España ocupó Trípoli, aunque su campaña finalizó en fracaso cuando las tropas navales otomanas vencieron a la flota siciliana y maltesa.
Cuando el sultán Solimán atacó Malta en 1565, Dragut aportó varios miles de combatientes (algunas fuentes elevan el número de 16 000) y 15 naves. Murió a la edad de 51 años, el 23 de junio de 1565, después de ser herido en un terraplén de asedio al Fuerte de San Telmo, cuando un cañonazo (algunas fuentes apuntan a un tiro distante desde el fuerte cristiano de El Ángel y otras a un disparo demasiado bajo de la propia artillería turca) golpeó en la superficie cercana a él haciendo que las esquirlas de piedra despedidas impactaran contra Dragut hiriéndole mortalmente debajo de la oreja. Vivió lo suficiente para escuchar las noticias de la captura del fuerte. Su cuerpo fue enterrado en Trípoli.
Muchos de los navíos de guerra turcos son bautizados con su nombre.

## Citas en el Siglo de Oro de la literatura española
De la mala fama de Dragut entre los españoles de su tiempo da idea el hecho de que fue citado, por dos escritores del Siglo de Oro. En Los trabajos de Persiles y Sigismunda, Miguel de Cervantes lo retrata como el orejudo en su galeota que azota a los remeros cristianos con el brazo muerto de otro cristiano cautivo. En otro pasaje menciona al perro de Dragut, que así se llamaba el arráez de la galeota: corsario tan famoso como cruel, y tan cruel como Fálaris o Busiris, tiranos de Sicilia.
En el poema de Luis de Góngora, Amarrado al duro banco de 1583, un cristiano cautivo del pirata Dragut y condenado a galeras se pregunta qué ha sido de su amada durante sus diez años de cautiverio en manos de los turcos:

"Amarrado al duro banco

de una galera turquesca,

ambas manos en el remo

y ambos ojos en la tierra.

Un forzado de Dragut

en la playa de Marbella,

se quejaba al ronco son

del remo y de la cadena."

## Dragut en el cine
- La espada del sarraceno (1959) - Bianca, la hermosa hija del gobernador militar de Rodas, viaja en el San Luca de la República de Venecia a su casa en Rodas, y sin su conocimiento, la nave también trae órdenes secretas de su padre para atacar los puertos mediterráneos dominados por el sultán Selim. Dragut, el terrible pirata del Mediterráneo, ataca y conquista el San Luca. Los tristes noticias llegan al gobernador de Rodas cuando él estaba expulsando a Diego, un capitán sin escrúpulos, que inmediatamente ofrece sus servicios para recuperar la nave, y liberar a la chica. Sin alternativas, el gobernador acepta, y Diogo se alista como pirata, bajo el servicio de Dragut. En su mente retorcida, una vez que consiga sus planes, los venderá a buen precio para Suliman, a quien conoce y paga en oro, más que un simple y educado gracias, como el gobernador haría … De hecho, es capaz de robar los planes secretos de Dragut, pero él estaba hechizado por la belleza de Miriam, por lo que decide correr el riesgo, y seguirla a través del desierto hasta el palacio de Selim, donde ella va a ser vendida como esclava con otras mujeres jóvenes. Después de una serie de aventuras, escapando del cortejo de la bella y la media árabe Princesa Miriam, sobrevivirá a las batallas y peleas por el duro desierto. Diego y las jóvenes mujeres son capturados por Dragut, y él es condenan a ser ahorcado desde el mástil más alto. Mientras tanto, el gobernador logró advertir a la armada veneciana, que aparece justo a tiempo para interrumpir el proceso. Diego se libera justo en el preciso instante para defender a Bianca, y participar en un duelo de espadas a muerte contra Dragut.[8]